# U21世界青年女子籃球錦標賽
國際籃總U21世界青年女子籃球錦標賽（英文：FIBA Under-21 World Championship for Women），是由國際籃總所舉行的國際性的21歲以下青年女子籃球錦標賽。國際籃總已停止舉辦本賽事。

## 錦標賽
| 2003 詳細 | · 希貝尼克      | · 美国 | 71–55 | · 巴西 | · 法國 | 80-66 | ·        |
| 2007 詳細 | 俄羅斯 · 莫斯科 | · 美国 | 96-73 | ·      | · 法國 | 67-61 | · 俄羅斯 |